# 根本佛教
根本佛教，由日本佛教研究學者所提出的佛教史分期法，主要指釋迦牟尼在世時期，以及這段時間的佛教。認為公元前五百年在古印度示現成佛的釋迦牟尼佛在人間的時間訂為後世佛弟子第一次結集佛所說法的內容範圍的佛教。這個概念經常與原始佛教或初期佛教混用。

## 根本佛教之主張內涵
1910年日本著名佛教學者姊崎正治出版《根本佛教》，首次使用根本佛教之詞，根本一詞，可能源自於梵語：。這時期由佛陀直傳教義給佛家弟子，內容多為三法印、四聖諦、八正道、十二因緣、三十七道品等法數。根本佛教止於第一次結集的完成。
從根本佛教到佛滅後的三十年之間則稱為原始佛教，另一說原始佛教止於部派佛教的形成，可以視為根本佛教的變遷，但在大體還能保持佛世時的原始狀態。
赤沼智善《原始佛教之研究》：「根本佛教，是釋尊在世時的佛教。……原始佛教，是由釋尊入涅槃至阿育王之百年間的佛教。」西義雄《原始佛教之般若研究》︰「原始佛教資料的最古層之佛說，或視為世尊所說，總稱之為『根本佛教』；以佛弟子所說為始，由佛滅後以至於部派分立以前，亦即阿育王在世時代為止，稱為『原始佛教』。」